# Carl Eskilsson

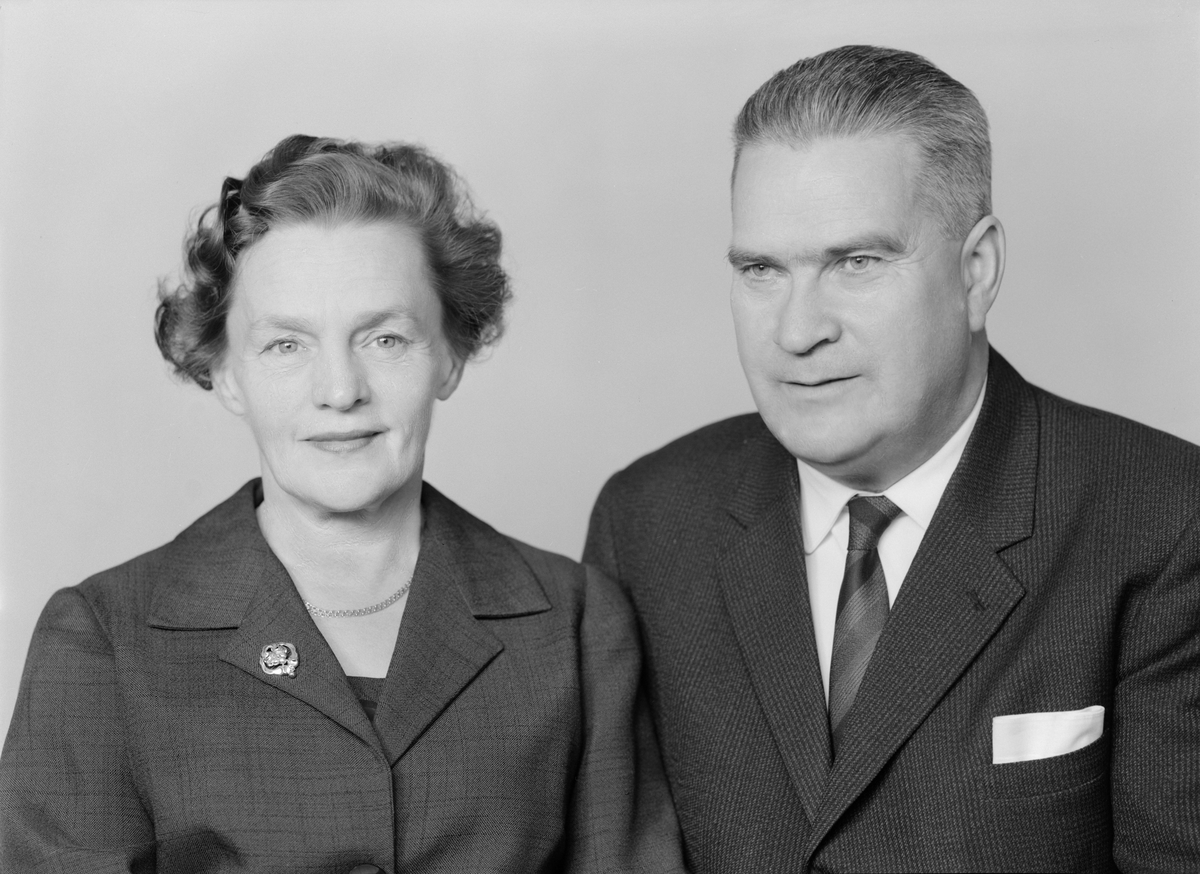
Porträtt av makarna Carl och Ingeborg Eskilsson 1963 Fotograf Karl Johan Stenhardt (1894-1983)

Carl Eskil Eskilsson (i riksdagen kallad Eskilsson i Björsäter), född 30 juli 1906 i Björsäters socken, Östergötland, död 15 januari 1987 i Björsäter, var en svensk lantbrukare och politiker (högerpartist).
Eskilsson var från 1926 verksam som lantbrukare i Blidsäter i Björsäters församling. Han var i riksdagen ledamot av första kammaren 1949-1970, invald i Östergötlands läns valkrets. Han var även ledamot av Björsäters kommunfullmäktige från 1933 och landstingsledamot från 1943.
I riksdagen skrev han 215 egna motioner i skilda ämnen men främst gällande jordbruk
, skatter, kommunikationer och tekniska frågor. Flera motioner gällde kyrkliga förhållanden: prästlöner, kyrkofond, sjukhuspräster och morgonsamlingar.